# Sachverständigen-Ausschuss für die Neugliederung des Bundesgebietes
Der Sachverständigen-Ausschuss für die Neugliederung des Bundesgebietes war ein von 1952 bis 1955 bestehender Sachverständigenausschuss, der sich mit der Erörterung und Planung der Neugliederung des Bundesgebietes befasste. Hauptaufgabe war, die kulturelle Integrität und wirtschaftliche Lebensfähigkeit der Länder zur Vorbereitung der durch das Grundgesetz gebotenen und von der alliierten Kontrollbehörde bis zum Deutschlandvertrag suspendierten Neuordnung zu überprüfen, da die bisherigen Grenzen durch Militärverordnungen festgelegt worden waren. Die Lösungsvorschläge des Ausschusses wurden von der Politik als nicht dringlich vertagt. Das Verfassungsgebot wurde am 23. August 1976 in eine Kann-Vorschrift umformuliert. 

## Einsetzung und Arbeit des Ausschusses
Der Ausschuss wurde am 15. Januar 1952 von der Bundesregierung eingesetzt, nachdem die CDU/CSU-Fraktion am 9. Mai 1951 diesen beantragt und der 1. Deutsche Bundestag im Juni 1951 darum ersucht hatte (Bundestagsdrucksache Nr. 2222).  
Den Vorsitz des Ausschusses aus 40 Experten übernahmen der ehemalige Reichskanzler Hans Luther, weshalb der Ausschuss auch Luther-Ausschuss genannt wurde. Der Ausschuss bestand bis zum 29. August 1955 und legte der Bundesregierung seinen Bericht Die Neugliederung des Bundesgebietes. Gutachten des von der Bundesregierung eingesetzten Sachverständigenausschusses vor. Der Abschlussbericht wurde jedoch nicht mehr vom Ausschuss selbst verfasst, sondern von der Regierung.  
Mitglieder (Auswahl)
- Hans Luther (1952–1955)
- Ernst Kühl (1955)
- August-Martin Euler

Hans Luther hatte sich schon vor dem Zweiten Weltkrieg als Vorsitzender des Bundes zur Erneuerung des Reiches („Luther-Bund“) mit der Frage der Neuordnung des Reiches und der Einzelstaaten befasst. Die damals im Vordergrund stehende Frage der Neuordnung Preußens und der Problematik von Kleinstaaten war nach dem Zweiten Weltkrieg nicht mehr gegeben.

## Ergebnis des Ausschusses
Hauptergebnis des Ausschusses war der Befund, dass keine umfassende Länderneugliederung nötig sei. Die Länder stellten lebensfähige Einheiten dar, die allerdings selten alle 4 Kriterien des Verfassungsgebots des damaligen GG Art  29, Abs. 1 erfüllten:  
Das Bundesgebiet ist unter Berücksichtigung der landsmannschaftlichen Verbundenheit, der geschichtlichen und kulturellen Zusammenhänge, der wirtschaftlichen Zweckmäßigkeit und des sozialen Gefüges durch Bundesgesetz neu zu gliedern. Die Neugliederung soll Länder schaffen, die nach Größe und Leistungsfähigkeit die ihnen obliegenden Aufgaben wirksam erfüllen können. (GG, Fassung vom 23. Mai 1949)
Der Ausschuss schlug sieben Varianten für eine Neugliederung des westmitteldeutschen Raumes vor; diese bezogen sich erster Linie auf die Länder Rheinland-Pfalz, Hessen sowie Baden-Württemberg und bezogen zumeist auch Nordrhein-Westfalen sowie teilweise Bayern mit ein:
- Rheinland-Pfalz bekommt von Hessen den Rheingaukreis und die rechtsrheinischen Teile der Städte Mainz und Worms, von Baden-Württemberg die nordbadischen Städte und Kreise Mannheim, Heidelberg, Sinsheim und Mosbach.
- Rheinland-Pfalz wird aufgelöst, und zwar gehen die Pfalz an Bayern, Rheinhessen an Hessen und Koblenz-Trier an Nordrhein-Westfalen.
- Aus der Pfalz und dem nordbadischen Teil Baden-Württembergs wird das neue Bundesland Baden-Pfalz gebildet; der Rest des Landes Rheinland-Pfalz fällt an Hessen und Nordrhein-Westfalen.
- Die Pfalz wird dem Land Baden-Württemberg zugeschlagen, Rheinhessen und Koblenz-Trier kommen zu Hessen und Nordrhein-Westfalen.
- Rheinland-Pfalz, Hessen und Nordbaden bilden einen neuen Mittelwest-Staat.
- Die Pfalz, Rheinhessen, Hessen und Nordbaden bilden den Mittelwest-Staat, Koblenz-Trier fällt an Nordrhein-Westfalen.
- Die Pfalz und Nordbaden bilden beiderseits des Rheins das neue Bundesland Pfalz, Rheinhessen und Koblenz-Trier kommen zu Hessen und Nordrhein-Westfalen.

## Baden-Württemberg
Am 9. Dezember 1951 hatte bereits die erste Volksabstimmung über die Bildung eines Südwest-Staates in den Bundesländern Baden, Württemberg-Baden und Württemberg-Hohenzollern stattgefunden, in deren Folge am 25. April 1952 das neue Bundesland Baden-Württemberg gebildet wurde.